# Campeonato Carioca de Voleibol Feminino de 2017
Campeonato Carioca de Voleibol Feminino de 2017 foi a 72ª edição deste campeonato que foi vencido pelo Rio de Janeiro por 3 sets a 1 no Fluminense na final. Este foi o décimo terceiro título do Rio de Janeiro.

## Participantes
| Equipe                  | Cidade         | Em 2016        | Títulos             |
| Fluminense              | Rio de Janeiro | 2º             | 27 (último em 2016) |
| Rio de Janeiro          | Rio de Janeiro | Campeão        | 12 (último em 2015) |
| Botafogo FR             | Rio de Janeiro | Não participou | 8 (último em 1995)  |
| Seleção Carioca Juvenil | Rio de Janeiro | Não participou | 0 (não possui)      |
| Resende                 | Resende        | Não participou | 0 (não possui)      |
| UNIVERSO                | São Gonçalo    | Não participou | 0 (não possui)      |

## Premiação
| Campeonato Carioca de Voleibol de 2017 |
| Rio de Janeiro                         |
| -------------------------------------- |
| RIO DE JANEIRO Campeão (13º título)    |